# Propstei Berching
Die Propstei Berching war eine Niederlassung des Templerordens in Berching (Bistum Eichstätt).

## Geschichte
In Berching wurde nach 1158 eine Propstei des Templerordens gestiftet. 1312 wurde der Orden aufgehoben.